# 카림 마트무르
카림 마트무르(아랍어: كريم مطمور, 1985년 6월 25일 ~)는 알제리의 전 축구 선수이다.